# Over Drivin' Skyline Memorial
Nissan Presents: Over Drivin' Skyline Memorial (オーバードライビン　スカイラインメモリアル?) es un videojuego de carreras desarrollado por Pioneer Productions y Electronic Arts Canada, y publicado por Electronic Arts Victor para Sega Saturn. Es una versión comercial localizada de Road & Track Presents: The Need for Speed disponible en Japón el 2 de octubre de 1997.
Estuvo disponible para PlayStation como un juego minorista en caja y es un relanzamiento de una localización de 1996 destinada al mercado japonés de Road & Track Presents: Over Drivin' DX , pero presenta contenido orientado a la región después del lanzamiento de 1996 de Sega Saturn Nissan Presents: Over Drivin' GT-R.
La lista de autos original se sustituye con varias generaciones de modelos Nissan Skyline y se ha agregado una opción de idioma japonés.

## Jugabilidad
El juego conserva todos los cursos y modos de juego de los lanzamientos de PlayStation y Sega Saturn de The Need for Speed, aunque sin tráfico ni policías involucrados en el modo Head to Head.
También sigue un enfoque más arcade en comparación con todos los lanzamientos anteriores de The Need for Speed, incluida la eliminación de tener que cambiar de neutral a primera marcha al comienzo de cada carrera.

## Coches
Los autos se dividen en tres clases y se desbloquea un vehículo adicional al completar el modo Tournament. A diferencia de su contraparte de Sega Saturn y el juego original, el modo Showcase consiste en una sola presentación de video narrada para cada coche.